# Moteur DV/DLD PSA / Ford
Le moteur DV/DLD PSA/Ford est un moteur thermique automobile à combustion interne, Diesel quatre temps, avec 4 cylindres en ligne alésés directement dans le bloc en aluminium, refroidi par eau, doté d'un vilebrequin 5 paliers, soupapes en tête avec arbre(s) à cames en tête entraîné(s) par une courroie de distribution crantée, culasse en aluminium, développé et produit conjointement par PSA Peugeot Citroën et Ford. Cette collaboration fut annoncée en septembre 1998. Le nom commercial de ces moteurs chez PSA est HDI (pour High Pressure Direct Injection) jusqu'en 2013, puis BlueHDI, après l'apparition des FAP avec Adblue.
La dénomination en interne des blocs est DV chez PSA et DLD chez Ford.
Les moteurs produits pour Ford sont construits dans les usines Ford de Dagenham en Grande-Bretagne et de Chennai en Inde, tandis que ceux de PSA sont produits en France, dans l'usine PSA de Trémery et dans celle de la Française de Mécanique à Douvrin et à Usine Stellantis de Jeppener en Argentine.
À l'horizon 2017, le DV6 a été remplacé par le moteur DV5.

## DV4/DLD-414

### Production
Appelé à remplacer progressivement le DW8, ce bloc, le plus petit de la famille DV/DLD, fut le premier à être produit (début en 2002). D’une cylindrée de 1,4 litre (1 398 cm3 exactement, alésage 73,7 mm, course 82 mm), il est entièrement en alliage d'aluminium et disponible en deux variantes, le DV4 TD à deux soupapes par cylindre et un arbre à cames en tête (version la plus fréquente), et une version multisoupape et double arbre à cames en tête, appelée DV4 TED4. Il est toujours associé à un turbocompresseur KKK, généralement sans échangeur air-air ; dans la version avec échangeur, le turbo est à géométrie variable.

### Caractéristiques
| Appellation commerciale                    | 1,4 L HDi 55                       | 1,4 L HDi 70/1,4 L TDCi 68/1,4 L MZ-CD | 1,4 L HDi 70/1,4 L TDCi 68/1,4 L MZ-CD | 1,4 L HDi 92                      |
| ------------------------------------------ | ---------------------------------- | -------------------------------------- | --- | --------------------------------- |
| Appellation technique                      | DV4 TD (Repère : 8HT)              | DV4 TD (Repère : 8HX)                  | DV4 TD (Repère : 8HZ) | DV4 TED4 (Repère : 8HY)           |
| Nb cylindres /soupapes                     | 4 cylindres/8 soupapes             | 4 cylindres/8 soupapes                 | 4 cylindres/8 soupapes | 4 cylindres/16 soupapes           |
| Utilisateurs                               | Peugeot - Citroën - Ford - Suzuki  | Peugeot - Citroën - Ford - Suzuki      | Peugeot - Citroën - Ford - Suzuki | Peugeot - Citroën - Ford - Suzuki |
| Énergie                                    | Diesel                             | Diesel                                 | Diesel | Diesel                            |
| Cylindrée (cm3)                            | 1 398                              | 1 398                                  | 1 398 | 1 398                             |
| Alésage/Course (mm × mm)                   | 73,7 × 82                          | 73,7 × 82                              | 73,7 × 82 | 73,7 × 82                         |
| Puissance max (ch DIN)                     | 54 à 4 000 tr/min                  | 68 ch à 4 000 tr/min                   | 68 ch à 4 000 tr/min | 92 à 4 000 tr/min                 |
| Puissance max (kW)                         | 40 à 4 000 tr/min                  | 50 kW à 4 000 tr/min                   | 50 kW à 4 000 tr/min | 68 à 4 000 tr/min                 |
| Couple max (N m)                           | 130 à 1 750 tr/min                 | 150 à 1 750 tr/min                     | 160 à 2 000 tr/min | 200 à 1 750 tr/min                |
| Modèle Version utilisateur (non exhaustif) | Citroën C1 Peugeot 107 Toyota Aygo | Citroën C2                             | Citroën C3 I Citroën Nemo Citroën Xsara Peugeot 1007 Peugeot 206 Peugeot 207 Peugeot 307 Peugeot Bipper Ford Fusion Ford Figo Ford Fiesta MkV | Citroën C3 I Suzuki Liana         |
| Norme de dépollution                       | Euro 3, Euro 4                     | Euro 3, Euro 4                         | Euro 4, Euro 5 | Euro 3                            |

## DV6/DLD-416

### Production
Introduit pour la première fois en 2003 sous le capot de la Peugeot 206 1.6 HDi, il a été créé pour remplacer progressivement les moteurs diesel turbo de 2.0L de type DW10 TD,CE, BTED et ATED des gammes de voitures et utilitaire léger du groupe PSA et des moteurs 1,8 L Endura-D dans la gamme de modèles Ford. Ce moteur est directement dérivé de l'unité DV4, dont certains éléments sont pris, comme par exemple l'unité d'aspiration (débitmètre d'air, filtre à air, recirculation des gaz de ventilation et collecteur d'admission d'air), et certains éléments liés au système de circulation d'eau, l'alimentation et le câblage. Comme également dans le cas de l'unité 1,4 litre correspondante, de nombreuses mesures ont été adoptées afin de contenir la masse totale de l'unité d'entraînement, tout d'abord l'utilisation de l'alliage d'aluminium pour le bloc-cylindres, mais aussi l'utilisation d'arbres à cames creux.
Le moteur DV6 (ou DLD-416) est caractérisé par des mesures d'alésage et de course de 75 × 88,3 mm et une cylindrée de 1 560 cm3. L'alimentation est à injection directe à rampe commune avec gestion électronique fournie par Siemens et avec une pression d'alimentation de 1 600 bars. Chaque injecteur va jusqu'à quatre injections par cycle moteur. La suralimentation est confiée à un turbocompresseur Garrett à géométrie variable équipé d'une fonction overboost qui garantit pendant une courte période une légère augmentation du couple.
Au cours de sa longue histoire, le moteur DV6/DLD-416 a donc connu plus d'évolutions et a été monté sur un très grand nombre de modèles PSA et Ford, ainsi que sur des modèles commercialisés avec des marques gravitant autour de ces deux constructeurs. Par ailleurs, l'une des spécifications imposées au début du projet concernant les moteurs DV/DLD était précisément celle d'une interchangeabilité aisée d'un modèle à l'autre sans adaptations majeures. Après les adaptations pour passer de l'Euro 3 à l'Euro 4 et Euro 5 , le 1.6 PSA/Ford diesel a atteint le sommet de l' évolution dans la version la plus moderne équipée d'un système qui est appelé BlueHDi au groupe PSA, et qui consiste à injecter de petites doses d'additif AdBlue (un liquide à base d'urée) dans les gaz d'échappement, de manière à en convertir une grande partie en vapeur d'eau et en azote par réaction chimique. Parmi les autres développements notables, citons les moteurs 1.6 e-HDi, ces derniers exclusifs à PSA, et qui utilisaient la technologie microhybride pour réduire les émissions et la consommation. L'exclusivité Ford était la variante de 95 ch, introduite à partir de 2010 et proposée sur certains modèles moyens et bas de gamme.
À partir de 2017, les moteurs DV6 ont commencé à être remplacés par les nouveaux DV5 pour les nouvelles générations de véhicule afin de répondre aux nouvelles exigences Euro 6d, d'une cylindrée de 1,5 litre, cette dernière issue d'un moteur diesel utilisé depuis quelques années sur certains modèles Ford et revisitée par le Groupe PSA pour ses modèles.  En revanche, le 1.6 hdi DV6 DTED continue d'être produit en Argentine pour équiper les Peugeot Partner et Citroën Berlingo de première génération encore en production à l'usine d'El Palomar en Argentine pour le marché Sud-Américain.

### Caractéristiques
| Appellation commerciale                    | 1,6 L HDi 75                                                         | 1,6 L HDi 75                                                                  | 1,6 L HDi 75                                                         | 1,6 L BlueHDi 75                                                                    | 1,6 L BlueHDi 75 | 1,6 L HDi 90                                                         | 1,6 L HDi 90                                                         | 1,6 L HDi 90 | 1,6 L HDi 92 | 1,6 L BlueHDi 95 | 1,6 L BlueHDi 100 | 1,6 L HDi 110 | 1,6 L HDi 112 | 1,6 L HDi 115                                                        | 1,6 L BlueHDi 115 | 1,6 L BlueHDi 120                                                    |
| ------------------------------------------ | -------------------------------------------------------------------- | ----------------------------------------------------------------------------- | -------------------------------------------------------------------- | ----------------------------------------------------------------------------------- | --- | -------------------------------------------------------------------- | -------------------------------------------------------------------- | --- | --- | --- | --- | --- | --- | -------------------------------------------------------------------- | --- | -------------------------------------------------------------------- |
| Appellation technique                      | DV6 BTED4                                                            | DV6 BTED4                                                                     | DV6 ETED                                                             | DV6 FETED                                                                           | DV6 FETED | DV6 ATED4                                                            | DV6 ATED4                                                            | DV6 DTED | DV6 DTED | DV6 FDTED | DV6 FDTED | DV6 TED4 | DV6 CTED | DV6 C                                                                | DV6 FCTED | DV6 FCTED                                                            |
| Code moteur (véhicule)                     | 9HW                                                                  |                                                                               | 9HN                                                                  | BHW                                                                                 | | 9HV 9HX                                                              |                                                                      | 9HF | 9HP | BHV | BHY | 9HY 9HZ | 9HR | 9HD 9HL                                                              | BHX | BHZ                                                                  |
| Nb cylindres /soupapes                     | 4 cylindres/16 soupapes                                              | 4 cylindres/16 soupapes                                                       | 4 cylindres/8 soupapes                                               | 4 cylindres/8 soupapes                                                              | 4 cylindres/8 soupapes | 4 cylindres/16 soupapes                                              | 4 cylindres/16 soupapes                                              | 4 cylindres/8 soupapes | 4 cylindres/8 soupapes | 4 cylindres/8 soupapes | 4 cylindres/8 soupapes | 4 cylindres/16 soupapes | 4 cylindres/8 soupapes | 4 cylindres/8 soupapes                                               | 4 cylindres/8 soupapes | 4 cylindres/8 soupapes                                               |
| Utilisateurs                               | Peugeot - Citroën - DS - Ford - Volvo - Suzuki - Mini - Mazda - Opel | Peugeot - Citroën - DS - Ford - Volvo - Suzuki - Mini - Mazda - Opel          | Peugeot - Citroën - DS - Ford - Volvo - Suzuki - Mini - Mazda - Opel | Peugeot - Citroën - DS - Ford - Volvo - Suzuki - Mini - Mazda - Opel                | Peugeot - Citroën - DS - Ford - Volvo - Suzuki - Mini - Mazda - Opel | Peugeot - Citroën - DS - Ford - Volvo - Suzuki - Mini - Mazda - Opel | Peugeot - Citroën - DS - Ford - Volvo - Suzuki - Mini - Mazda - Opel | Peugeot - Citroën - DS - Ford - Volvo - Suzuki - Mini - Mazda - Opel                                                                                 | Peugeot - Citroën - DS - Ford - Volvo - Suzuki - Mini - Mazda - Opel                                                                                 | Peugeot - Citroën - DS - Ford - Volvo - Suzuki - Mini - Mazda - Opel                                                                                     | Peugeot - Citroën - DS - Ford - Volvo - Suzuki - Mini - Mazda - Opel | Peugeot - Citroën - DS - Ford - Volvo - Suzuki - Mini - Mazda - Opel | Peugeot - Citroën - DS - Ford - Volvo - Suzuki - Mini - Mazda - Opel | Peugeot - Citroën - DS - Ford - Volvo - Suzuki - Mini - Mazda - Opel | Peugeot - Citroën - DS - Ford - Volvo - Suzuki - Mini - Mazda - Opel | Peugeot - Citroën - DS - Ford - Volvo - Suzuki - Mini - Mazda - Opel |
| Énergie                                    | Diesel                                                               | Diesel                                                                        | Diesel                                                               | Diesel                                                                              | Diesel | Diesel                                                               | Diesel                                                               | Diesel | Diesel | Diesel | Diesel | Diesel | Diesel | Diesel                                                               | Diesel | Diesel                                                               |
| Cylindrée (cm3)                            | 1 560                                                                | 1 560                                                                         | 1 560                                                                | 1 560                                                                               | 1 560 | 1 560                                                                | 1 560                                                                | 1 560 | 1 560 | 1 560 | 1 560 | 1 560 | 1 560 | 1 560                                                                | 1 560 | 1 560                                                                |
| Alésage/Course (mm × mm)                   | 75 × 88.3                                                            | 75 × 88.3                                                                     | 75 × 88.3                                                            | 75 × 88.3                                                                           | 75 × 88.3 | 75 × 88.3                                                            | 75 × 88.3                                                            | 75 × 88.3 | 75 × 88.3 | 75 × 88.3 | 75 × 88.3 | 75 × 88.3 | 75 × 88.3 | 75 × 88.3                                                            | 75 × 88.3 | 75 × 88.3                                                            |
| Puissance max (ch DIN)                     | 75 à 4 000 tr/min                                                    | 75 à 3 500 tr/min                                                             | 75 à 4 000 tr/min                                                    | 75 à 3 750 tr/min                                                                   | 75 à 3 750 tr/min | 90 à 4 000 tr/min                                                    | 90 à 4 000 tr/min                                                    | 90 à 4 000 tr/min | 92 à 4 000 tr/min | 95 à 3 750 tr/min | 99 à 3 750 tr/min | 109-110 à 4 000 tr/min | 112 à 3 600 tr/min | 114 à 3 600 tr/min                                                   | 115 à 3 500 tr/min | 120 à 3 750 tr/min                                                   |
| Puissance max (kW CEE)                     | 55 à tr/min                                                          | 55 à tr/min                                                                   | 55 à tr/min                                                          | 55 à tr/min                                                                         | 55 à tr/min | 66 à 4 000 tr/min                                                    | 66 à 4 000 tr/min                                                    | 66 à 4 000 tr/min | 68 à 4 000 tr/min | 70 à 3 750 tr/min | 73 à 3 750 tr/min | 80-81 à 4 000 tr/min | 82 à 3 600 tr/min | 84 à 3 600 tr/min                                                    | 85 à 3 500 tr/min | 88 à 3 750 tr/min                                                    |
| Couple max (N m CEE)                       | 175 à 1 750 tr/min                                                   | 185 à 1 750 tr/min                                                            | 185 à 1 500 tr/min                                                   | 233 à 1 750 tr/min                                                                  | 230 à 1 750 tr/min | 215 à 1 750 tr/min                                                   | 215 à 2 000 tr/min                                                   | 215 à 1 500 tr/min | 230 à 1 750 tr/min | 210 à 1 500 tr/min | 254 à 1 750 tr/min | 240 à 1 750 tr/min | 270 à 1 750 tr/min | 270 à 1 750 tr/min                                                   | 300 à 1 750 tr/min | 300 à 1 750 tr/min                                                   |
| FAP (filtre à particules)                  |                                                                      |                                                                               | Oui                                                                  | Oui                                                                                 | Oui | Oui (9HV) Non (9HX)                                                  |                                                                      | | Oui | | | Oui (9HZ) Non (9HY) | Oui | Oui                                                                  | |                                                                      |
| SCR + AdBlue                               |                                                                      |                                                                               |                                                                      |                                                                                     | |                                                                      |                                                                      | | | | | | |                                                                      | |                                                                      |
| Norme de dépollution                       | Euro 4                                                               | Euro 4, Euro 5                                                                | Euro 5                                                               | Euro 6                                                                              | Euro 6 | Euro 4                                                               | Euro 5                                                               | Euro 5 | Euro 5 | Euro 6 | Euro 6 | Euro 3, Euro 4 | Euro 5 | Euro 5                                                               | Euro 6 | Euro 6                                                               |
| Modèle Version utilisateur (non exhaustif) | Citroën Berlingo I                                                   | Citroën Berlingo I Peugeot Partner I \|Peugeot Partner II Citroën Berlingo II | Citroën C3 III                                                       | DS3 Citroën C3 II Citroën Berlingo II Peugeot 208 Peugeot 2008 I Peugeot Partner II | Citroën C3 I Citroën C4 I Citroën Xsara Picasso Citroën Berlingo Peugeot 207 Peugeot 307 Peugeot 308 I Peugeot Partner I Peugeot Partner II Suzuki SX4 Mini One D Ford Fiesta MkV | Citroën C3 II                                                        | Peugeot Partner II Citroën Berlingo II                               | Citroën C3 II Citroën C4 II Citroën DS3 Peugeot 207 Peugeot 208 I Peugeot 308 I Peugeot 308 II Citroën Jumpy III Peugeot Expert III Toyota ProAce II | Citroën C3 II Citroën C4 II Citroën DS3 Peugeot 207 Peugeot 208 I Peugeot 308 I Peugeot 308 II Citroën Jumpy III Peugeot Expert III Toyota ProAce II | DS3 Peugeot 208 I Peugeot 2008 Peugeot 308 II Peugeot Partner II Citroën C3 II Citroën C4 Cactus Citroën C4 II Citroën C4 Picasso II Citroën Berlingo II | Citroën C3 R Citroën C4 Citroën C5 Citroën C5 II Citroën Xsara Picasso Peugeot 1007 Peugeot 206 Peugeot 207 Peugeot 307 Peugeot 308 I Peugeot 407 Ford Focus Ford C-Max Mazda 3 Volvo C30 Volvo S40 Volvo V50 Volvo S80 Volvo V70 Mini Cooper D | Citroën C3 II Citroën C4 II Citroën C4 Picasso I Citroën C5 II Citroën DS3 Citroën DS4 Citroën DS5 Peugeot 206 (phase 2) Peugeot 207 Peugeot 308 I Peugeot 308 II Peugeot 407 Peugeot 508 I Peugeot 3008 I Peugeot 5008 I | Peugeot 308 I Citroën DS3 Citroën DS4 Citroën DS5 Citroën C4 Picasso II Citroën C4 SpaceTourer Citroën C4 Aircross Citroën C5 II Peugeot 208 I Peugeot 2008 I Peugeot 3008 I Peugeot 4008 I Peugeot 5008 I Peugeot Partner I Mitsubishi ASX | Citroën Jumpy III Peugeot Expert III Toyota ProAce II                | Citroën DS3 Citroën DS4 Citroën DS5 Peugeot 208 I Peugeot 2008 I Peugeot 308 II Peugeot 3008 I Peugeot 3008 II Peugeot 508 I Peugeot 5008 I Peugeot 5008 II Peugeot Partner II Citroën C3 Aircross Citroën C4 II Citroën C4 Picasso II Citroën C5 II Citroën Berlingo II Opel Crossland X |                                                                      |

## DLD-418
Ford a ajouté son moteur 1,8 L DLD-418 sans rapport avec la famille DLD, puisqu'il fait partie de la famille de moteurs Ford Endura-D.

## DV5/DLD-415
À partir de 2017, les moteurs DV6 et DV4 commencent à être remplacés par le nouveau DV5. D'une cylindrée de 1,5 litre, celui-ci est issu d'un moteur diesel déjà utilisé depuis 2012 sur certains modèles Ford et revisité par PSA pour ses propres modèles.

### Production
Le DV5 sort pour la première fois sur la Peugeot 308 II. Il répond aux normes Euro 6d grâce à une plus forte pression des injecteurs et l'intégration du système de catalyse SCR de seconde génération directement dans le compartiment moteur. Les moteurs DV5 sont produits dans l'usine PSA de Douvrin (ancienne usine FM Peugeot-Renault). Dès 2018, la production sera également étendue à une autre usine PSA, celle de Trémery. L'investissement financier nécessaire à la conception, au développement et à la production de ce moteur s'élève à 430 millions d'euros.
La refonte par PSA du DLD-415 déjà existant depuis 2012 se situe au niveau structurel et a d'abord affecté le bloc-moteur lui-même, dont les dimensions d'alésage et de course caractéristiques de 75 × 84,8 mm différaient considérablement de celles du bloc-moteur Ford d'origine (73,5 × 88,3 mm). Mais la cylindrée est finalement restée inchangée, à 1 499 cm3 dans les deux cas. Une autre grande différence entre le 1.5 Ford et le PSA réside dans le schéma de distribution, avec deux arbres à cames sur le moteur français au lieu d'une solution mono-arbre sur le bloc Ford. Par conséquent, la culasse a également subi de profonds changements et devient, entre autres, multisoupape. Le moteur DV5 présente également d'autres caractéristiques structurelles qui le différencient radicalement des précédents moteurs DV6 et DV4, par rapport auxquels il est plus compact et plus léger, et donc capable d'une part de contribuer à contenir la masse globale des véhicules sur lesquels il est monté, et d'autre part d'être implanté même sur de petits modèles.
PSA a annoncé en 2018 que le DV5 serait son dernier moteur diesel.

### Caractéristiques
| Appellation commerciale                    | 1.5 BlueHDi 75                                                      | 1.5 BlueHDi 100 | 1.5 BlueHDi 120                                    | 1.5 BlueHDi 130 |
| ------------------------------------------ | ------------------------------------------------------------------- | --- | -------------------------------------------------- | --- |
| Appellation technique                      | DV5 RE                                                              | DV5 RD | DV5                                                | DV5 RC |
| Nb cylindres /soupapes                     | 4 cylindres/16 soupapes                                             | 4 cylindres/16 soupapes | 4 cylindres/16 soupapes                            | 4 cylindres/16 soupapes |
| Utilisateurs                               | Peugeot - Citroën - DS - Ford - Toyota                              | Peugeot - Citroën - DS - Ford - Toyota | Peugeot - Citroën - DS - Ford - Toyota             | Peugeot - Citroën - DS - Ford - Toyota |
| Bloc-moteur                                | Aluminium                                                           | Aluminium | Aluminium                                          | Aluminium |
| Énergie                                    | Diesel                                                              | Diesel | Diesel                                             | Diesel |
| Cylindrée (cm3)                            | 1 499                                                               | 1 499 | 1 499                                              | 1 499 |
| Alésage /Course (mm × mm)                  | 75 × 84,8                                                           | 75 × 84,8 | 75 × 84,8                                          | 75 × 84,8 |
| Puissance max (ch DIN)                     | 75 à 3 500 tr/min                                                   | 102 à 3 500 tr/min | 120 à 3 750 tr/min                                 | 130 à 3 750 tr/min |
| Puissance max (kW)                         | 55 à 3 500 tr/min                                                   | 75 à 3 500 tr/min | 88 à 3 750 tr/min                                  | 96 à 3 750 tr/min |
| Couple max (N m)                           | 210 à 1 750 tr/min                                                  | 250 à 1 750 tr/min | 300 à 1 750 tr/min                                 | 300 à 1 750 tr/min |
| Modèle Version utilisateur (non exhaustif) | Peugeot Rifter Citroën Berlingo III Opel Combo D Toyota ProAce City | Citroën C3 III Citroën C4 Cactus Citroën Berlingo III DS 3 Crossback Peugeot 208 II Peugeot 2008 Peugeot 2008 II Peugeot Rifter Opel Corsa F Opel Grandland X Opel Combo D Toyota ProAce City | Peugeot 2008 Citroën C3 Aircross Citroën C4 Cactus | Peugeot 308 II Peugeot 508 II Peugeot 2008 II Peugeot 3008 II Peugeot 5008 II Peugeot Rifter DS 3 Crossback DS 7 Crossback Citroën C4 SpaceTourer Citroën C5 Aircross Citroën Berlingo III Opel Combo D Toyota ProAce City |
| Norme de dépollution                       | Euro 6d                                                             | Euro 6d | Euro 6d                                            | Euro 6d |